# Popponesset Island
Popponesset Island é um lugar designado pelo censo localizado no condado de Barnstable no estado estadounidense de Massachusetts. No Censo de 2010 tinha uma população de 26 habitantes e uma densidade populacional de 26,28 pessoas por km².

## Geografia
Popponesset Island encontra-se localizado nas coordenadas 41° 35′ 02″ N, 70° 27′ 36″ O. Segundo a Departamento do Censo dos Estados Unidos, Popponesset Island tem uma superfície total de 0.99 km², da qual 0.19 km² correspondem a terra firme e (81.15%) 0.8 km² é água.

## Demografia
Segundo o censo de 2010, tinha 26 pessoas residindo em Popponesset Island. A densidade populacional era de 26,28 hab./km². Dos 26 habitantes, Popponesset Island estava composto pelo 100% brancos, o 0% eram afroamericanos, o 0% eram amerindios, o 0% eram asiáticos, o 0% eram insulares do Pacífico, o 0% eram de outras raças e o 0% pertenciam a duas ou mais raças. Do total da população o 0% eram hispanos ou latinos de qualquer raça.